# إعلانات مستحضرات التجميل
جهاز إزالة الشعر بالتبريد منتج جديد في السعودية 

## الإقناع
يدفع الهوس بالشباب والجمال آلاف الأشخاص إلى المتاجر بحثًا عن حلول سريعة. نظرًا إلى قطاع مستحضرات التجميل، يضع المراهقون المكياج لجعلهم يبدون أكثر نضجًا بينما تبحث النساء في منتصف العمر عن أفضل كريم مضاد للشيخوخة لبشرتهن.  تعتمد صناعة التجميل  جميع أنواع تقنيات الإقناع لبيع منتجاتهم. تفضل العلامات التجارية الاعتماد على المشاهير لبيع منتجاتهم. «إذا كان المنتج جيدًا بما يكفي لها، فهو جيد بما يكفي لي». غالبًا ما تكون هذه الفلسفة هي الدافع وراء إعلانات المكياج ومنتجات البشرة والشعر.  يؤدي هذا إلى إنفاق المستهلكين أموالًا إضافية على العناصر التي قد لا تكون مناسبة أو قابلة للتطبيق عليهم. وأيضًا يمكن للمشاهير المساعدة على بناء الوعي بالعلامة التجارية من طريق الترويج لمنتجات العلامة، إذ يعتقد المستهلكون أن المشاهير يستخدمون المنتج ويمكن أن يؤثر هذا في عملية صنع القرار لدى المستهلك. الإعلان عن منتجات التجميل يقسم المستهلكون على أساس يومي. إذ يقدمون وعودًا للمستهلكين بأن منتجًا معينًا يمكن أن يجعلهم  يبدون أصغر سنًا أو أن هذا الأساس قد يستغرق سنوات من ظهورك. غالبًا ما تقنع إعلانات الجمال المستهلكين من طريق قيمة المنتج أو حتى ضرورته لرفاهية المستهلك وصورته الذاتية.
تعتمد فعالية الإعلان على إقناع المستهلك بأن المنتج يمكنه تحسين مظهره. قد يستخدمون طرقًا مختلفة لإقناع الأفراد بإجراء عمليات الشراء، ويمكن أن تكون الرابطة أداة قوية، وكذلك الحوافز مثل الخصومات. يستهدف المنتج الاستجابات العاطفية عندما يرتبط بالمشاعر. نظرًا إلى أن العديد من الأشخاص يدركون أن مظهرهم الشخصي يمكن أن يكون له تأثير كبير في كيفية معاملتهم من قبل الآخرين، يمكن للإعلان استخدام هذه المخاوف من طريق تشجيع السوق المستهدفة.
عندما تقدم إعلانات التجميل وعودًا بأن منتجًا معينًا يمكن أن يجعل المستهلكين يبدون أصغر سنًا، وغالبًا ما تكون علاقة المنتج المعلن عنه بالجمال ضئيلًا، وغالبًا ما يتضاءل المنتج أمام صورة المرأة الجميلة. إذ إن إعلان الجمال هو بيع الجمال وتقدير الذات أيضًا. هذا أيضًا سبب مهم آخر لظهور المشاهير بنحو متزايد في إعلانات منتجات التجميل.  المشاهير يمثلون أفضل ما لديهم فهم جميلون ومحبوبون من قبل الملايين.  بعد أن يراجع المستهلكون حملات منتجات التجميل هذه، وسوف يبدؤون في القلق بشأن مظهرهم ويبدؤون في التسوق للحصول على منتجات مماثلة لأنهم يريدون أن يكونوا جذابين، مثل المشاهير. لا يتوقع الناس أن يظهروا بمظهر جيد فحسب، بل أن يشعروا أيضًا بالرضا. يتوقع المستهلكون أن المنتجات ستجعلهم يبدون أفضل مما كانوا عليه دون المنتجات أو حتى يعتقدون أن هذه المنتجات ستجعلهم أكثر جاذبية، مثل بعض النماذج التي تعلن عن المنتجات. لذلك يستخدم المعلنون هذه الكلمات الطنانة لجذب مجموعة واسعة من المستهلكين ولتوسيع استراتيجيتهم التسويقية من طريق استهداف الأجيال الجديدة وجذب انتباه المستهلكين المتنوعين.

## الانتقاد
«تعرضت العديد من الحملات لانتقادات من طريق استخدامها المزعوم للعلوم الزائفة وترويجها لأهداف غير واقعية. علاوة على ذلك، يجري اتهام العديد من الحملات بإحداث عادات ضارة بالناس (مثل الشره المرضي وفقدان الشهية)، وتؤدي إلى ممارسات الجراحة التجميلية المدمرة.
إضافة إلى ذلك، غالبًا ما يجري اتهام إعلانات مستحضرات التجميل بالاستخدام المفرط للتلاعب بالصور لتحسين مظهر النماذج، بدلًا من استخدام مستحضرات التجميل نفسها، ما يخلق صورة غير واقعية لفوائد المنتج، مثلًا إستي لودر.
تعد مستحضرات التجميل من النفقات الرئيسية لكثير من النساء، إذ تبلغ أرباح صناعة مستحضرات التجميل نحو 7 مليارات دولار سنويًا، وفقًا لتقرير جمعية الشابات المسيحية العالمية لعام 2008. يقوم التجار في قطاع مستحضرات التجميل بتصميم إعلانات لتغيير مواقف النساء تجاه مستحضرات التجميل، وتشجيعهن على شراء المزيد من المنتجات. ويقوم العديد من المعلنين بتشكيل هذا الموقف من طريق تشجيع النساء على الشعور بعدم الرضا عن مظهرهن.    وفقًا لعالم الاجتماع، جين كيلبورن، فإن المراهقين معرضون للخطر بصفة خاصة لأنهم مستهلكون جدد وعديمي الخبرة وهم الأهداف الرئيسية للعديد من الإعلانات. أثبتت دراسة تلو الأخرى أن التعرض المتكرر للجمال المثالي كما تصوره وسائل الإعلام يسبب آثارًا نفسية ضارة لدى الأطفال والمراهقين تتراوح من صور الجسم المشوهة وانخفاض احترام الذات إلى اضطرابات الأكل واستخدام الستيرويد».